# Lycodonomorphus
Lycodonomorphus is een geslacht van slangen uit de familie Lamprophiidae.

## Naam en indeling
De wetenschappelijke naam van de groep werd voor het eerst voorgesteld door Leopold Fitzinger in 1843. Er zijn negen soorten, de slangen werden eerder aan andere geslachten toegekend, zoals Nerophidion, Glypholycus, Lamprophis, Boodon, Natrix, Neusterophis en Tropidonotus

## Uiterlijke kenmerken
De slangen bereiken een lichaamslengte van ongeveer 45 tot 85 centimeter, de staart is gemiddeld wat betreft de lengte. De kop is duidelijk te onderscheiden van het lichaam door de aanwezigheid van een duidelijke insnoering. De kop heeft een rechthoekige vorm, de ogen hebben een gemiddelde grootte en hebben een ronde tot ovale pupil.

## Levenswijze
Alle soorten zijn bodembewoners die veel in het water leven. Er zijn zowel dagactieve als nachtactieve soorten. Op het menu staan kikkers, vissen, vogels en kleine zoogdieren. De vrouwtjes zetten eieren af, die na ongeveer twee maanden uitkomen.

## Verspreiding en habitat
De slangen komen voor in delen van Afrika en leven in de landen Angola, Congo-Kinshasa, Zimbabwe, Mozambique, Zuid-Afrika, Swaziland, Lesotho, Botswana, Malawi, Zambia, Tanzania en Rwanda. Lycodonomorphus subtaeniatus komt daarnaast mogelijk ook voor in Congo-Brazzaville. De habitat bestaat uit vochtige tropische en subtropische bossen, zowel in laaglanden als in bergstreken, en verschillende typen draslanden, graslanden en scrublands.

## Beschermingsstatus
Door de internationale natuurbeschermingsorganisatie IUCN is aan vijf soorten een beschermingsstatus toegewezen. De slangen worden beschouwd als 'veilig' (Least Concern of LC).

## Soorten
Het geslacht omvat de volgende soorten, met de auteur en het verspreidingsgebied.
| Naam                           | Auteur                            | Verspreidingsgebied                                                     |
| ------------------------------ | --------------------------------- | ----------------------------------------------------------------------- |
| Lycodonomorphus bicolor        | (Günther, 1893)                   | Congo-Kinshasa, Tanzania, Zambia, Rwanda                                |
| Lycodonomorphus inornatus      | (Duméril, Bibron & Duméril, 1854) | Zuid-Afrika                                                             |
| Lycodonomorphus laevissimus    | (Günther, 1862)                   | Zuid-Afrika                                                             |
| Lycodonomorphus leleupi        | (Laurent, 1950)                   | Congo-Kinshasa, Zimbabwe, Mozambique, Malawi, Zambia                    |
| Lycodonomorphus mlanjensis     | Loveridge, 1953                   | Zimbabwe, Mozambique, Malawi                                            |
| Lycodonomorphus obscuriventris | Fitzsimons, 1963                  | Malawi, Mozambique, Zimbabwe, Zuid-Afrika                               |
| Lycodonomorphus rufulus        | (Lichtenstein, 1823)              | Zimbabwe, Mozambique, Zuid-Afrika, Swaziland, Lesotho, Botswana, Malawi |
| Lycodonomorphus subtaeniatus   | Laurent, 1954                     | Angola, Congo-Kinshasa, mogelijk in Congo-Brazzaville                   |
| Lycodonomorphus whytii         | (Boulenger, 1897)                 | Tanzania, Mozambique, Zuid-Afrika                                       |